# I Get Wet
Albums de Andrew W.K.
Party Til You Puke(EP)
(2000) The Wolf
(2003)
I Get Wet est le premier album d'Andrew W.K. sorti le 13 novembre 2001, qui auparavant n'avait sorti que des singles et EP.
Il fut célèbre pour l'image de sa jaquette qui fut très controversée ainsi que ses deux singles She Is Beautiful et Party Hard.

## Historique
I Get Wet est facilement remarquable pour l'image de la pochette où l'on peut voir Andrew W.K. avec les cheveux gras ainsi que le nez ensanglanté jusqu'au cou, ce qui causera la controverse en Europe par le fait que beaucoup ont pensé qu'il s'agissait d'une sorte d'apologie de la prise de cocaïne, ce qui bien sûr n'était pas le cas.
Pour atteindre cet effet avant la prise de la photographie, Andrew W.K. a affirmé s'être réellement frappé le visage avec une brique. Plus tard, il ajoutera que le sang n'était pas assez abondant pour les besoins de la photo et il dut enduire son visage avec du sang qu'il serait allé chercher dans une boucherie.
Andrew W.K. a produit lui-même chacun des titres de l'album, et a fait appel à des musiciens de studio uniquement pour l'enregistrement final (dont le célèbre batteur Donald Tardy).

### Style musical
L'album est une sorte de mélange de style entre metal, pop, dance et rock, et traite principalement de la fête, du "fun" ainsi qu'une certaine philosophie de vie où la joie, l'optimisme et la persévérance sont rois. Des chansons comme Party Hard Fun Night et Party Till You Puke, qui sont des hymnes à la fête, ainsi que l'énergie dépensée pendant les concerts, ont donné à Andrew W.K. une sorte de réputation de « fêtard » extrême.

### Critiques
L'album fut relativement bien accueilli par la critique, même s'il s'agissait d'un genre encore inédit en décalage avec la scène rock/metal du moment, qui était beaucoup plus sombre.
L'album fut numéro 1 du Billboard Top Heatseekers, et fut une véritable réussite en Amérique, Grande-Bretagne, Europe et même Corée du Sud ainsi qu'au Japon.
Pitchfork a classé l'album 144e sur les 200 meilleurs albums de 2000 à 2010.
Le site de vente en ligne Rhapsody a classé l'album 2e meilleur album de rock de la décennie.
Le célèbre magazine Rolling Stone lui a donné 4 étoiles sur 5.

## Pistes
1. It's Time to Party - 1:30
2. Party Hard - 3:04
3. Girls Own Love - 3:13
4. Ready to Die- 2:54
5. Take It Off- 3:10
6. I Love New York- 3:11
7. She Is Beautiful- 3:33
8. Party Til You Puke- 2:34
9. Fun Night- 3:23
10. Got to Do It- 3:55
11. I Get Wet- 3:23
12. Don't Stop Living In The Red- 1:42

La version japonaise a deux chansons bonus :
1. We Want Fun
2. Make Sex

## Musiciens
Toutes les chansons ont été composées par Andrew W.K. lui-même.
Musiciens sur scène :
1. Andrew W.K. - chant, synthétiseur
2. Jimmy Coup - guitare électrique
3. Erik Payne - guitare électrique
4. Frank Werner - guitare électrique
5. Gregg Roberts - guitare basse
6. Donald Tardy - batterie

Musiciens studio :
1. Tony Allen - guitare
2. Chris Chaney - guitare basse
3. Mike David - guitare basse
4. Gary Novak - autre percussions
5. FT Thomas - guitare
6. Frank Vierti - piano, claviers
7. Phil X. - guitare